# Jicchak Waknin
Jicchak Waknin (hebr.: יצחק וקנין, ang.: Yitzhak Vaknin, ur. 12 maja 1958 w Izraelu) – izraelski nauczyciel, samorządowiec i polityk, w latach 2019–2020 minister spraw religijnych, w latach 1999–2000 wiceminister komunikacji, w latach 2001–2003 wiceminister pracy i polityki społecznej, w latach 1996–2019 poseł do Knesetu, w czterech kadencjach zastępca przewodniczącego.

## Życiorys
Urodził się 12 maja 1958 w Izraelu.
Służbę wojskową zakończył w stopniu starszego sierżanta sztabowego. Ukończył seminarium nauczycielskie. W latach 1982–1987 zasiadał we władzach Gornot ha-Galil, następnie w latach 1988–1996 był przewodniczącym moszawu Ja’ara. Od 1988 zasiadał we władzach Samorządu Regionu Ma’ale Josef, a od 1993 do 1996 był jego przewodniczącym.
W wyborach w 1996 po raz pierwszy został wybrany posłem z listy Szasu. W czternastym Knesecie zasiadał w komisjach: spraw gospodarczych; absorpcji imigrantów oraz ds. statusu kobiet i równouprawnienia. W 1999 uzyskał reelekcję, a W Knesecie piętnastej kadencji po raz pierwszy został zastępca przewodniczącego. Zasiadał w komisjach finansów; spraw gospodarczych oraz ds. zagranicznych pracowników.  5 sierpnia 1999 wszedł w skład, powołanego miesiąc wcześniej, rządu Ehuda Baraka, jako wiceminister komunikacji, w resorcie kierowanym przez Binjamina Ben Eli’ezera. Został zdymisjonowany 11 lipca 2000. 2 maja 2001 został wiceministrem pracy i polityki społecznej – zastępcą Szelomo Benizriego – w nowym rządzie kierowanym przez Ariela Szarona. Pozostał na stanowisku do 20 maja 2002, by powrócić na nie już 3 czerwca i pracować do końca kadencji – 28 lutego 2003.
W wyborach w 2003 ponownie uzyskał mandat poselski, a w szesnastym Knesecie przewodniczył podkomisji spraw religijnych i był członkiem trzech komisji stałych: spraw gospodarczych, ds. zagranicznych pracowników oraz kontroli państwa. Uzyskał reelekcję w 2006, a w Knesecie siedemnastej kadencji ponownie stanął na czele tej samej podkomisji, kierował także podkomisją ds. uzgodnień emerytalnych. Zasiadał w komisjach: nadzoru nad radiem i telewizją; budownictwa; finansów, spraw gospodarczych; kontroli państwa oraz zatwierdzania sędziów sądów rabinackich. Po wyborach w 2009 w osiemnastym Knesecie został zastępcą przewodniczącego i kierował komisją etyki. Był także członkiem komisji finansów; spraw gospodarczych oraz ds. zagranicznych pracowników. Uzyskał reelekcję w 2013, a w XIX Knesecie ponownie został zastępcą przewodniczącego. Zasiadał w komisjach ds. zagranicznych pracowników; budownictwa oraz spraw gospodarczych. Z sukcesem kandydował w wyborach w 2015, by w XX Knesecie zostać po raz czwarty zastępcą spikera. Przewodniczył komisji etyki oraz podkomisji ds. infrastruktury lotnictwa cywilnego, był także członkiem komisji ds. absorpcji imigrantów i spraw diaspory; finansów oraz spraw gospodarczych.
1 stycznia 2019 zastąpił swojego kolegę klubowego Arje Deriego na stanowisku ministra spraw religijnych w czwartym rządzie Binjamina Netanjahu. Funkcję sprawował do 17 maja 2020 roku, kiedy to zastąpił go wraz z powołaniem nowego rządu – Ja'akow Awitan.
Nie kandydował w wyborach w kwietniu 2019.

## Życie prywatne
Jest żonaty i ma pięcioro dzieci. Mieszka w moszawie Ja’ara.